# Architecture 101
Pour plus de détails, voir Fiche technique et Distribution.
Architecture 101 (hangeul : 건축학개론 ; hanja : 建築學槪論 ; RR : Geonchookhakgaeron ; MR : Kŏnch‘uk‘ak kaeron) est un film sud-coréen réalisé par Lee Yong-ju, sorti en 2012.

## Synopsis
Seung-min est un architecte de 35 ans. Il reçoit la visite de son premier amour, Seo-yeon, qu'il ne reconnaît pas tout de suite…

## Fiche technique
Sauf indication contraire ou complémentaire, les informations mentionnées dans cette section peuvent être confirmées par la base de données KMDb
- Titre original : 건축학개론
- Titre anglophone :  Architecture 101
- Réalisation : Lee Yong-ju
- Scénario : Kim Ji-hye et Lee Yong-ju
- Musique : Lee Ji-soo
- Décors : Woo Seong-mi
- Costumes : Jang Joo-hui
- Photographie : Cho Sang-yoon
- Son : Kim Seok-won et Kim Chang-seop
- Montage : Kim Sang-bum et Kim Jae-bum
- Production : Kim Kyun-hee et Sim Jae-myeong
- Société de production : Myung Films
- Société de distribution : Lotte Entertainment
- Pays de production :  Corée du Sud
- Langue originale : coréen
- Format : couleur
- Genre : drame romantique
- Durée : 118 minutes
- Date de sortie : 
  - Corée du Sud : 22 mars 2012

## Distribution
- Eom Tae-woong : Lee Seung-min (présent)
- Han Ga-in : Lang Seo-yeon (présent)
- Lee Je-hoon : Lee Seung-min (passé)
- Bae Suzy : Yang Seo-Yeon (passé)
- Yoo Yeon-seok : Jae-wook
- Jo Jeong-seok : Nab-ddeuk, meilleur ami de Seung-min
- Go Joon-hee : Eun-chae, la fiancée de Seung-min

## Tournage
Le tournage a lieu dans le quartier de Jeongneung (en) et sur l'île de Jeju.

## Box-office
Le film a rapporté 26,7 millions de dollars au box-office.